# Isertia coccinea
Isertia coccinea là một loài thực vật có hoa trong họ Thiến thảo. Loài này được (Aubl.) J.F.Gmel. mô tả khoa học đầu tiên năm 1791.